# Gobi-Wildschaf
Das Gobi-Wildschaf (Ovis darwini), auch als Gobi-Argali bezeichnet, ist eine Argali-Art, die in China und der Mongolei vorkommt. Das Artepitheton ehrt den britischen Naturforscher Charles Darwin. Es wird häufig als Unterart des Altai-Wildschafes (Ovis ammon) betrachtet. Jedoch ist eine umfassende systematische Untersuchung zur Klärung seiner genetischen Verwandtschaft zu letzterem erforderlich, um den taxonomischen Status beider Taxa zu präzisieren.

## Merkmale
Die Maße und das Gewicht sind im Handbook of the Mammals of the World für männliche Tiere dokumentiert. Ein 6,5 Jahre alter Widder hatte eine Kopf-Rumpf-Länge von 134,5 cm, eine Schwanzlänge von 18 cm, eine Hornlänge von 113 cm, einen Horngrundumfang von 44 cm und ein Gewicht von 146 kg. Die Werte für einen 6 bis 7 Jahre alten Widder lauteten: Schulterhöhe 105 cm, Gewicht 96 kg, Hornlänge 87,5 cm und Horngrundumfang 37,5 cm. Die veröffentlichten Gewichte von drei acht bis elf Jahre alten Widdern betragen 116 kg, 143 kg und 148 kg. Bei den Männchen im Winterfell gibt es zwei Farbphasen: eine dunkle, schokoladenbraune Form mit graubrauner Schnauze und Gesicht und eine hellere Form mit dunkelbraunem Fell und großen weißlichen Bereichen hinter den Schultern und am Widerrist und Rücken. Die dunkle Form hat zudem weißliche Flecken an den Schultern, am Widerrist und am Rücken sowie kleinere weiße Stellen am Hals.

## Systematik
Das Gobi-Wildschaf wurde 1883 von Nikolai Michailowitsch Prschewalski als Ovis darvini erstbeschrieben. Glover Morrill Allen klassifizierte es 1930 als Unterart Ovis ammon darvini und synonymisierte dieses Taxon mit dem Nordchina-Wildschaf (Ovis jubata). 1951 korrigierten John Reeves Ellerman und Terence Charles Stuart Morrison-Scott den Namen in Ovis ammon darwini. 1991 trennte Valerius Geist Ovis ammon darwini und Ovis ammon jubata in zwei gültige Unterarten. 2011 erhielt das Gobi-Wildschaf von Colin Groves und Peter Grubb erneut Artstatus, was im selben Jahr vom Handbook of the Mammals of the World übernommen wurde.

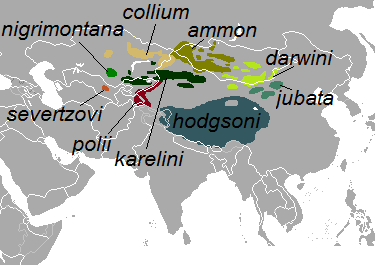
Verbreitungsgebiet des Gobi-Wildschafes (hellgrün)

Genetische Analysen, welche die mitochondriale-DNA-Kontrollregion sowie Mikrosatellitenprofile umfassen, identifizieren in der Mongolei zwei bedeutende Wildschafpopulationen: das Altai-Wildschaf aus dem Altai-Gebirge und das Gobi-Wildschaf, das im Changai-Gebirge sowie in der Gobi verbreitet ist. Die genauen Verbreitungsgrenzen dieser Populationen sind derzeit jedoch nicht eindeutig definiert.

## Lebensraum
Gobi-Wildschafe bewohnen Wüsten-, Halbwüsten- und Steppenlebensräume, in der Regel in sanft abfallenden bis hügeligen Landschaften, hügeligen Regionen und Schluchten, die an montane Gebiete in Höhenlagen von 2000 bis 2800 m angrenzen. Sie leben auch in Wüstenebenen auf 1000 bis 1300 m, in Gebirgen und in Gebieten, die von felsigen, trockenen Rinnen und Felsen durchsetzt sind.

## Lebensweise
Gobi-Wildschafe können im Sommer in erster Linie Weidegänger sein, jedoch variieren ihre Nahrungspräferenzen wahrscheinlich in Abhängigkeit von der saisonalen und standortspezifischen Nahrungsverfügbarkeit. Basierend auf der mittleren prozentualen Dichte von Pflanzenfragmenten in Kotproben, die im Sommer gesammelt wurden, bestand die Nahrung des Gobi-Wildschafes zu 62,5 % aus Sträuchern, zu 21,2 % aus Kräutern und zu 16,2 % aus Gräsern.
Die Paarungszeit erstreckt sich von Ende Oktober bis Dezember, während die Geburt der Lämmer, auch als Ablammen bezeichnet, etwa 155 bis 165 Tage später, im Zeitraum von Ende März bis Mai, stattfindet. Ein Höhepunkt der Geburten ist im April zu beobachten. Die Mutterschafe gebären in der Regel isoliert, während die neugeborenen Lämmer zunächst mehrere Tage lang versteckt bleiben. Zwillingsgeburten sind selten, sodass nur eines von 74 Mutterschafen Zwillinge zur Welt bringt.
Die Ablammung kann sich durch veränderte Niederschlagsmuster in einen späteren Saisonzeitraum verschieben; eine Verzögerung in der Geburt korreliert mit höheren Niederschlagsmengen im vorangegangenen Sommer. Die höchste Mortalität bei den Lämmern tritt im ersten Lebensmonat auf, wobei die Überlebensrate variabel ist: Sie kann zwischen 19 % für Lämmer über einem Monat und 75 % für Lämmer im ersten Lebensmonat schwanken. Die Sterblichkeitsrate verringert sich im Verlauf des ersten Lebensjahres; 36,5 % der Lämmer überleben länger als drei Monate, während 22 % einen Lebenszeitraum von mehr als einem Jahr erreichen.
Im Hinblick auf die Faktoren, die das Überleben der Lämmer beeinflussen, erwies sich der Niederschlag im April des Vorjahres als der einzige signifikante Einfluss. Dürreperioden stehen in direkter Korrelation mit erhöhter Lämmersterblichkeit: In einer Untersuchung während eines zweijährigen Dürreverlaufs verstarben 81 % bzw. 71,4 % der Lämmer im jeweiligen Jahr.
Beutegreifer sind als Hauptfaktor für die Mortalität verantwortlich und verursachen 44,6 % der Lämmersterbefälle. Der Anteil der verschiedenen Raubtiere an dieser Mortalität ist wie folgt verteilt: 13 % entfallen auf Manuls (Otocolobus manul), 20 % auf Wölfe (Canis lupus) und Haushunde, 8 % auf Rotfüchse (Vulpes vulpes), 12 % auf nicht identifizierte Raubkatzen, 4 % auf Greifvögel und 36 % auf nicht identifizierte Raubtiere. Neben der Raubtierprädation ist Verhungern als zweithäufigster Mortalitätsfaktor zu nennen, welcher insbesondere in Dürrejahren häufiger vorkommt und eine Sterberate von 21,4 % verursacht. Zudem tragen Krankheiten und Unfälle mit jeweils 3,6 % zur Gesamtsterblichkeit bei.

## Status
Das Gobi-Wildschaf wird von der IUCN Red List als Unterart des Altai-Wildschafes betrachtet, das als „potenziell gefährdet“ (near threatened) klassifiziert wird. In der Mongolei gab es 2011 schätzungsweise 20.000 Argali, von denen etwa 14.000 (70 %) Gobi-Wildschafe waren. Der Status der Populationen in China ist unbekannt. Die größten Bedrohungen für das Gobi-Wildschaf sind die illegale Jagd und der Wettbewerb um Nahrung mit dem Hausvieh. Störungen durch den Menschen und Herdenschutzhunde im Zusammenhang mit der Beweidung durch Haustiere sind weitere Faktoren für die Verdrängung des Gobi-Wildschafes aus den Weidegebieten. Haushunde, die Schafe bewachen, sind wichtige Raubtiere, die in einigen Gebieten vielleicht mehr Todesopfer fordern als Wölfe. In Dürreperioden kann das Vieh das Gobi-Wildschaf von bevorzugten Weideflächen in höheren Lagen, wo die Nahrungsproduktion größer ist, und von Futterquellen verdrängen, da diese verstärkt von Haustieren genutzt werden. Es ist notwendig, Strategien für das Weidelandmanagement einzuführen, um die Konkurrenz zwischen Wildschafen und Haustieren zu minimieren. Die strikte Durchsetzung der Jagdgesetze ist unerlässlich. Um Anreize für die Erhaltung von Wildtieren zu schaffen, sollten gemeindebasierte Jagdprogramme eingerichtet werden, die der Landbevölkerung wirtschaftliche Vorteile bringen.